# 리 키퍼
리 키퍼(영어: Lee Kiefer, 1994년 6월 15일~)는 미국의 펜싱 선수로 주 종목은 플뢰레이다. 2020년과 2024년 하계 올림픽 여자 플뢰레 개인전에서 금메달을 획득했다.

## 경력
오하이오주 클리블랜드 출신으로 켄터키주 렉싱턴에서 성장하였다. 아버지인 스티븐은 신경외과 의사이며 젊은 시절에는 펜싱 선수로 활동하여 듀크 대학교 펜싱팀의 주장을 맡았다. 어머니인 테리사는 필리핀 태생 미국인으로 정신과 의사로 일했다. 언니인 알렉산드라와 쌍둥이 오빠인 액슬도 펜싱 선수로 활동했다.
2011년 세계 펜싱 선수권 대회에서 대한민국의 남현희와 공동 동메달리스트가 되었다. 2012년에는 영국 런던에서 열린 2012년 하계 올림픽 여자 플뢰레 개인전과 단체전에 출전하였다. 개인전에서 8강까지 올라갔으나, 이 토너먼트의 준우승을 차지한 이탈리아의 아리안나 에리고에게 10-15로 패하며 탈락하였다. 단체전에서는 8강전에서 대한민국에게 패한 뒤 순위 결정전 1차전에서 일본에게 승리를 거두고, 2차전에서 폴란드에 패하여 6위로 마감하였다.

## 같이 보기
- 켄터키 대학교
- 노터데임 대학교
- 국제 펜싱 연맹
- 2020년 하계 올림픽